# Toriyo
Toriyo is een bestuurslaag in het regentschap Sukoharjo van de provincie Midden-Java, Indonesië. Toriyo telt 4705 inwoners (volkstelling 2010).